# Michael Hüttner

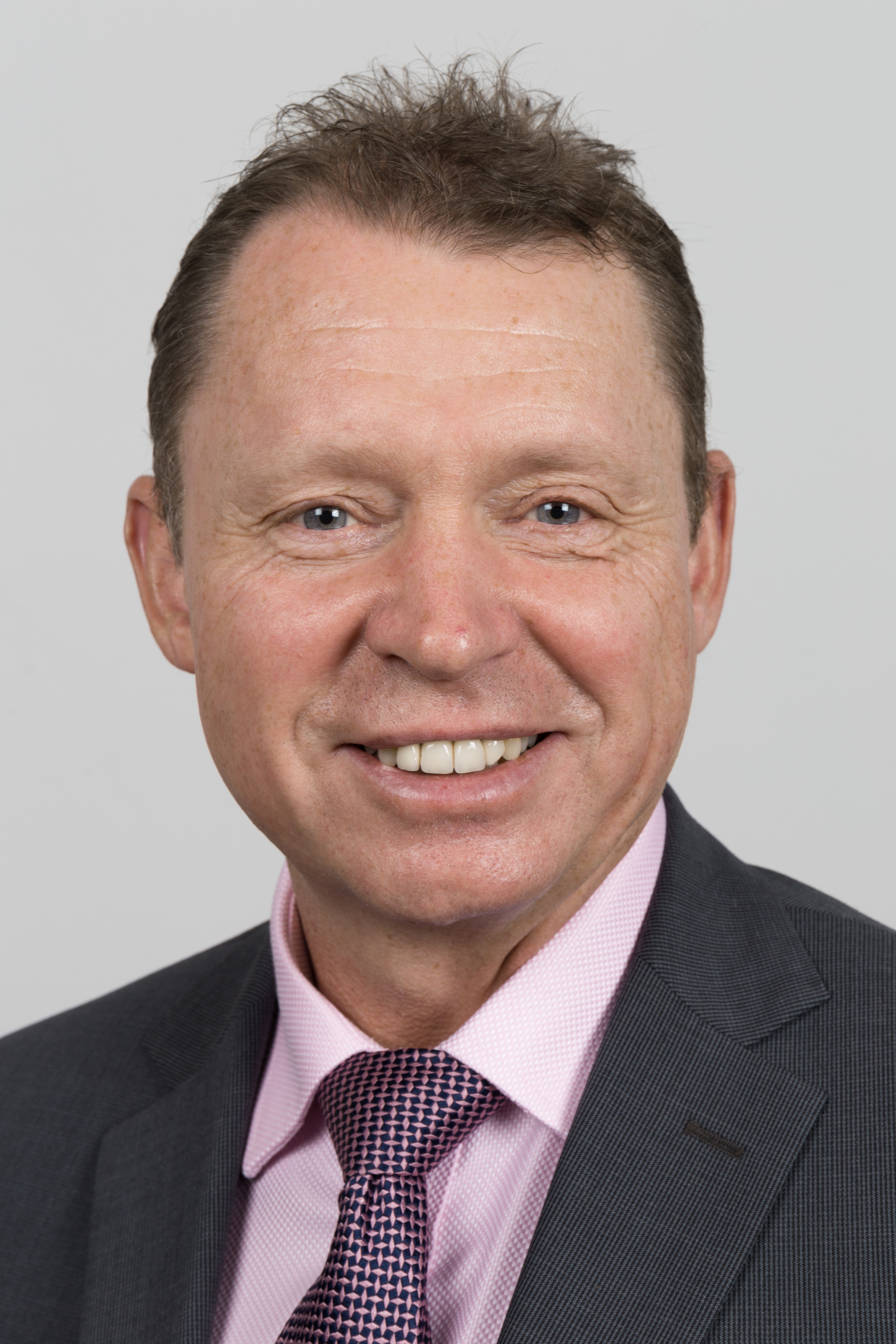
Michael Hüttner (2016)

Michael Hüttner (* 28. Juni 1959 in Oberwesel-Dellhofen) ist ein deutscher Politiker (SPD) und seit 2006 Mitglied des Landtages Rheinland-Pfalz.
Hüttner absolvierte 1976 seinen Realschulabschluss und begann anschließend eine Lehre als Bauzeichner, die er 1977 abgebrochen hat, um eine Ausbildung bei der Polizei in Enkenbach-Alsenborn zu beginnen. Von 1980 bis 1997 arbeitete er bei der Schutzpolizei Bingen am Rhein. Seit 1997 arbeitete Hüttner als Kriminalbeamter in Mainz, bis er 2006 sein Landtagsmandat antrat.
Hüttner ist verheiratet und hat eine Tochter.

## Politik
Hüttner ist seit 1987 SPD-Mitglied. Von 1989 bis 1997 war er Mitglied des Stadtrates in Bingen und seit 1990 auch Geschäftsführer der Stadtratsfraktion. Von 1997 bis 2009 war er Beigeordneter der Stadt Bingen u. a. mit Zuständigkeiten für Sport und das Ordnungsamt (1997–2009), Tourismus (1997–2004) und Forst (2004–2009). Seit 2009 ist er wieder Mitglied des Stadtrates, war dort 2009–2014 stellvertretender Fraktionsvorsitzender und ist inzwischen (seit 2014) Fraktionsvorsitzender.
Zudem war er von 2009 bis 2017 Vorsitzender des SPD-Stadtverbandes Bingen.
Seit dem 18. Mai 2006 ist Hüttner Abgeordneter im rheinland-pfälzischen Landtag für den Wahlkreis Bingen (Wahlkreis 30). Bei den Landtagswahlen seit 2006 hat er jeweils das Direktmandat gewonnen, zuletzt bei der Wahl 2021. Er ist Vorsitzender des Innenausschusses sowie Mitglied des Ausschusses für Umwelt. Für die SPD-Landtagsfraktion ist er aktuell Sprecher zu den Themen Sport und Rechtsextremismus. Er ist stellvertretender innenpolitischer Sprecher und leitet darüber hinaus  die Arbeitsgruppe Sport.
Für die Oberbürgermeisterwahl in der Stadt Bingen am 22. April 2012 war er Kandidat der SPD. Er erhielt dabei 44,5 % der Stimmen und unterlag seinem Mitbewerber Thomas Feser (CDU), welcher mit einem Ergebnis von 51,8 % gewann. Bei der nächsten Oberbürgermeisterwahl in Bingen 2019 trat Hüttner erneut für die SPD an und erreichte wieder die Stichwahl, die am 24. November stattfand. Hier gewann Hüttner 48,6 Prozent der abgegebenen Stimmen und unterlag damit Amtsinhaber Feser.
2004–2009 war er wechselweise Vorsitzender des Aufsichtsrates bzw. des Zweckverbandes des Regionalbades Rheinwelle und mitverantwortlich für den Bau der Rheinwelle.
Seit 2006 ist er Mitglied im Vorstand des Gemeinde- und Städtebundes Rheinland-Pfalz.
Seit 2006 ist er Mitglied im Kuratorium der Technischen Hochschule Bingen.
Seit 2010 ist er Vizepräsident des Rheinhessischen Turnerbundes.
Seit 2011 ist er Mitglied der Landessportkonferenz.  Seit 2011 ist er zudem Mitglied im Unparteilichkeitsausschuss PDAcert.
Seit 2011 ist er außerdem Schirmherr der DMSG-Gruppe Bingen-Ingelheim.
Seit 2012 ist er Mitglied des Kuratoriums der Fridtjof-Nansen-Akademie für politische Bildung im Weiterbildungszentrum Ingelheim.